# Санта Марија Новела
Санта Марија Новела (итал. Santa Maria Novella) је доминиканска црква у Фиренци, грађена у италијанском готском стилу. Планирала су је двојица браће Доминиканаца, Систо и Ристоро. Изградња је почела око 1278. а трајала је до 1350. године. Мермерну фасаду је – око 1456–70. године – довршио Леон Батиста Алберти у раноренесансном стилу.
Испред цркве налази се један од два мермерна обелиска, дјело фламанског вајара Ђамболоње (Жан Болоња).
Фреске на зидовима ентеријера цркве, клаустра и капеле су радили мајстори готике и раноренесансног сликарства, Андреа Оркања, Андреа да Фиренце, Мазачо (фреска Светог тројства), Доменико Гирландајо, Филипино Липи и Паоло Учело. У унутрашњости се такође налазе и битна раноренесансна вајарска дјела Филипа Брунелескија и Бенедета да Мајана.